# محمد طاهر خان
محمد طاهر خان (بالإنجليزية: Mohammad Tahir Khan)‏ هو سياسي هندي، ولد في 15 أغسطس 1975 في سلطان بور في الهند. حزبياً، نشط في Bahujan Samaj Party ‏. وقد انتخب عضو لوك سابها ‏.